# Ghugus
Ghugus è una suddivisione dell'India, classificata come census town, di 29.921 abitanti, situata nel distretto di Chandrapur, nello stato federato del Maharashtra. In base al numero di abitanti la città rientra nella classe III (da 20.000 a 49.999 persone).

## Geografia fisica
La città è situata a 19° 55' 60 N e 79° 7' 60 E e ha un'altitudine di 188 m s.l.m..

## Società

### Evoluzione demografica
Al censimento del 2001 la popolazione di Ghugus assommava a 29.921 persone, delle quali 15.677 maschi e 14.244 femmine. I bambini di età inferiore o uguale ai sei anni assommavano a 3.843, dei quali 2.027 maschi e 1.816 femmine. Infine, coloro che erano in grado di saper almeno leggere e scrivere erano 21.864, dei quali 12.316 maschi e 9.548 femmine.